# Вітошин (Любуське воєводство)
Вітошин (пол. Witoszyn, нім. Nieder- / Ober-Hartmannsdorf) — село в Польщі, у гміні Вимярки Жаґанського повіту Любуського воєводства.
Населення — 839 осіб (2011).
У 1975-1998 роках село належало до Зеленогурського воєводства.

## Демографія
Демографічна структура станом на 31 березня 2011 року:
|          | Загалом | Допрацездатний вік | Працездатний вік | Постпрацездатний вік |
| -------- | ------- | ------------------ | ---------------- | -------------------- |
| Чоловіки | 396     | 73                 | 282              | 41                   |
| Жінки    | 443     | 84                 | 248              | 111                  |
| Разом    | 839     | 157                | 530              | 152                  |